# برنارد لانکرت
برنارد لانکرت (انگلیسی: Bernard Lancret؛ ۴ سپتامبر ۱۹۱۲ – ۵ سپتامبر ۱۹۸۳ (۷۱ ساله)) بازیگر اهل فرانسه بود.
از فیلم‌ها یا برنامه‌های تلویزیونی که وی در آن نقش داشته‌است می‌توان به کلاغ، نه خیلی احمق و التیماتوم اشاره کرد.